# المدرسة العليا للفلاحة بالكاف
المدرسة العليا للفلاحة بالكاف هي مؤسسة تعليم عالي فلاحي تحت اشراف مزدوج لوزارة الفلاحة والموارد المائية و وزارة التعليم العالي ، تابعة ل جامعة جندوبة . 

## الاختصاصات
- مرحلة مهندس: علوم فلاحيّة إنتاج نباتي أو إنتاج حيواني
- مرحلة تقني سامي: الزراعات الكبرى وتربية الماشية
- دراسات الماجستير: فلاحة مندمجة